# Lorenzo IV Suárez de Figueroa y Córdoba

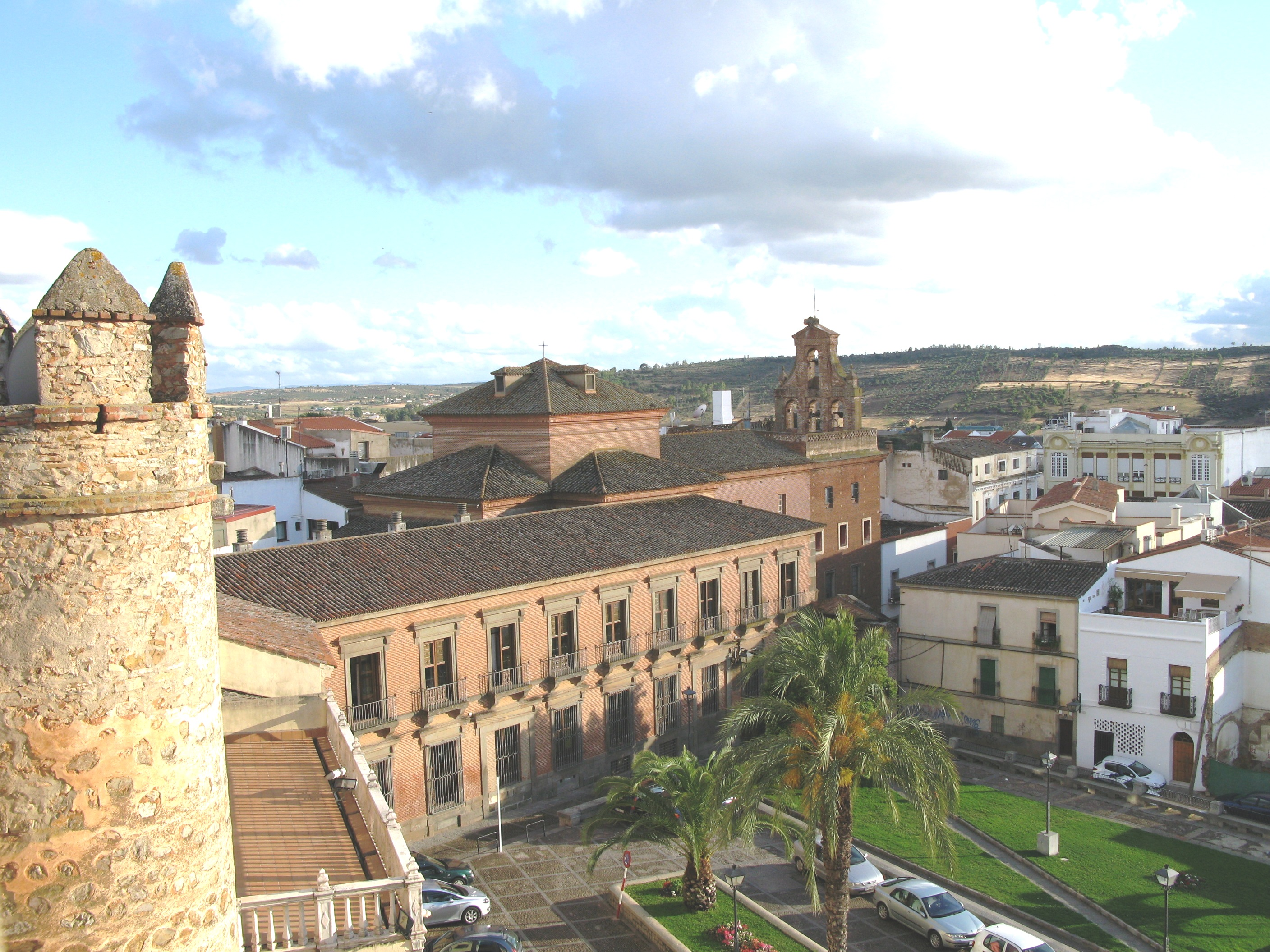
Ampliació del Palau de la Casa de Feria a Zafra en l'època ducal

Fill i successor de Gómez III Suárez de Figueroa y Córdoba, Lorenzo IV Suárez de Figueroa y Córdoba (1559-1607) va ser II duc de Feria (1571-1606) i I marquès de Villalba (1567-1607), títol concedit per Felip II als hereus de la Casa de Feria. Va néixer a Malines (Països Baixos) i va ser l'únic fill que va sobreviure del I duc, ja que el seu germà Pedro nascut a Zafra el 1565 va morir als tres mesos de vida. Quan va morir el seu pare, tenia només 12 anys i encara no havia estat adequadament instruït en la carrera de cortesà, cosa de què es va ocupar la seva mare, Jane Dormer (1538-1612), que li va inculcar el seu profund catolicisme, i el seu oncle el bisbe de Sigüenza.
El més depravat de tota la línia successòria, amb fama de galant i cerca-raons, fins al punt que va ser arrestat dues vegades per ordre del rei. Va servir a Felipe II i a Felipe III com a ambaixador extraordinari a Roma (1591-1592) en temps del Papa Climent VIII del qual va aconseguir relíquies i indulgències, ambaixador extraordinari a França (1593-1595), virrei i capità general de Catalunya (1596-1602), virrei de Sicília (1603-1607). Va ser mecenes de poetes i humanistes, en especial del poeta Enrique Cook i de l'humanista Pedro de Valencia.
Es va casar en primeres núpcies (1577) amb Isabel de Cárdenas, filla dels marquesos d'Elx, qui va morir al poc de casar-se. En segones es va casar (1581) amb Beatriz Álvarez de Toledo, filla del Duc d'Alba i en terceres (1586) amb Isabel de Mendoza, filla del duc de l'Infantado, la qual li va donar l'hereu (1587) i li va fer assentar definitivament el cap, la qual cosa li va permetre que es dediqués en endavant a les seves importants tasques polítiques, però sense assolir l'altura i brillantor que va assolir el seu pare. Va morir el 1607, després de 17 anys de viduïtat, en la residència del virrei de Nàpols. Està enterrat a la capella funerària o ducal del monestir de Santa María del Valle de Zafra, capella que ell mateix manés construir la primera part del segle xvii.
El va succeir el seu fill Gómez IV Suárez Figueroa y Córdoba.